# Octavio Colo
Octavio Agustín Colo González (Colonia del Sacramento, 9 gennaio 1994) è un calciatore uruguaiano, attaccante del Juventud de Colonia.

## Caratteristiche tecniche
È un centravanti.

## Carriera
Ha giocato nella prima divisione uruguaiana nel Villa Teresa, nel Racing Montevideo e nel Plaza Colonia.